# 夏利萊

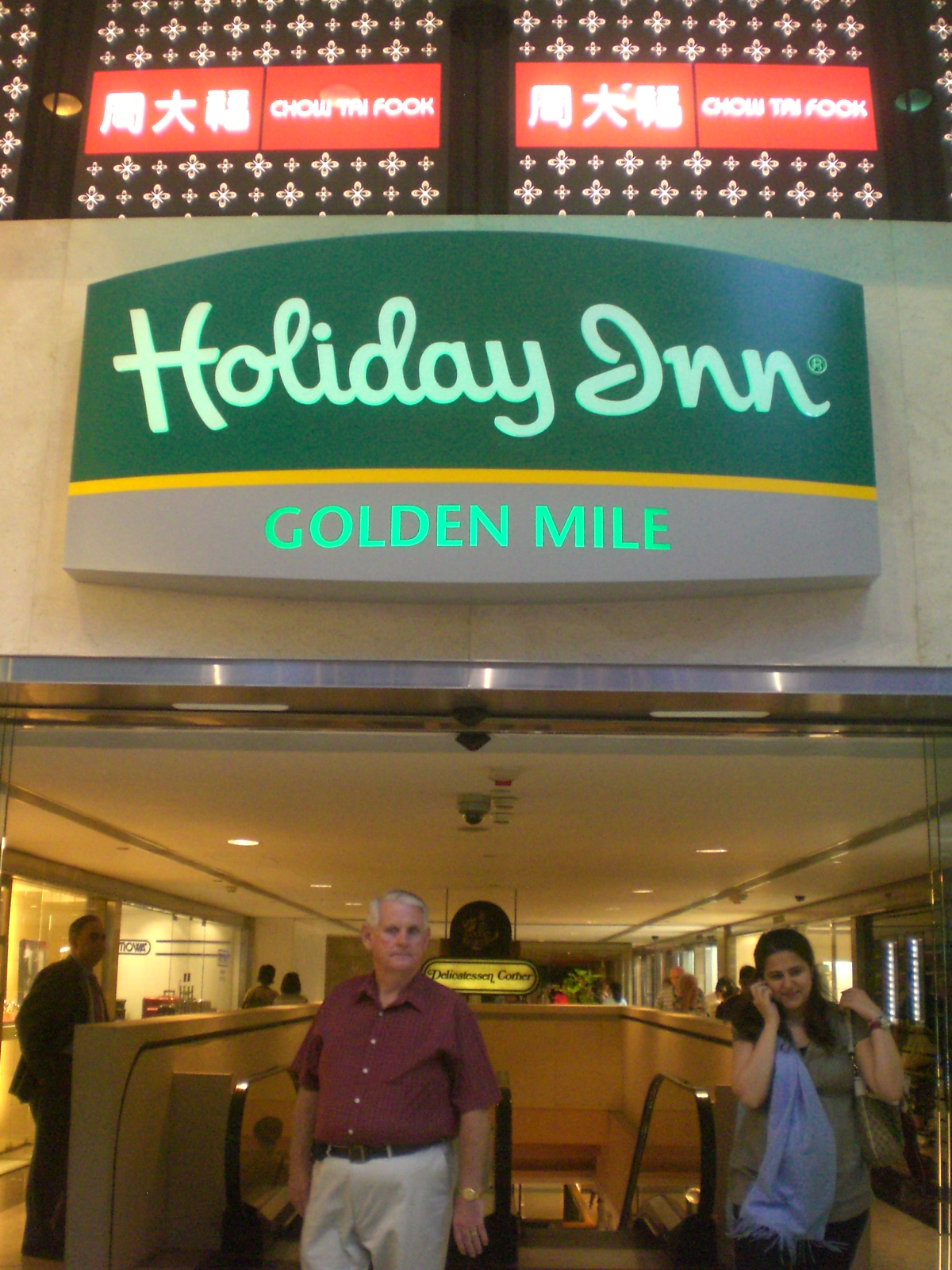
家族名下的酒店

夏利萊，大紫荊勳賢，GBS，OBE，JP（1922年8月10日—2014年12月29日），中文譯音：夏利里拉，生前為香港最富有的印度籍商人。其家族夏利里拉家族是香港望族。夏利萊是夏利萊集團前董事會主席，持有尖沙嘴金域假日酒店，在香港經營酒店及地產生意，家住九龍塘窩打老道綠色大宅。

## 簡介
夏利萊博士是印度信德族商人，他7歲跟家長來香港謀生，在英軍軍營外擺賣，之後獲駐港英軍食品供應及洗衣服務合約，其後開設服裝及裁縫店，生意順利，1959年與兄弟創立夏利里拉集團。至今，家族生意全球化。
夏利萊博士多年來熱心服務社會，表現卓越，尤其致力提倡在港少數族裔的福利，貢獻良多。夏利萊博士在印度社羣中備受尊崇。作為成功的企業家，他對香港的酒店業及地產業的發展，不遺餘力。夏利萊博士熱心公益，積極參與香港慈善活動，尤其支持香港大專教育，曾設立獎學金，並於2008年獲香港浸會大學頒發榮譽博士。

## 以夏利萊博士命名的機構
保良局夏利萊博士伉儷綜合復康中心(原名葵涌綜合復康中心)，於2010年12月投入服務， 並於2014年3月25日正式命名，以綜合服務模式，提供住宿、綜合訓練、社區教育及支援服務等。

## 名下馬匹
夏利萊、夏雅朗（Aron Harilela）父子均是香港賽馬會會員，名下馬匹包括金海皇、金海霸、財寶、神寶、勁寶、如意寶、長勝寶、金里程、真實好、歡樂年年、神聖火炬、孖寶等等。

## 榮譽
- 非官守太平紳士（1963年）
- 金紫荊星章（2000年）
- 大紫荊勳章（2009年）

## 外部參考
- 文匯報: 夏利萊集團主席2009年頒大紫荊勳章 （页面存档备份，存于）
- 夏利里拉家族